# یک مقاله نمونه
برای مشاهدهٔ آموز‌ش‌ها کلیک کنید:

توجه:  این صفحه مقاله نیست! بلکه یک صفحهٔ آزمایشی برای آموزش ویکی‌نویسی در فضای نام اصلی است و مطالب درون آن فقط به عنوان مثال آمده‌اند. برای مطالعه دربارهٔ زبان فارسی لطفاً به مقالهٔ زبان فارسی مراجعه کنید.
فارسی یکی از زبان‌های هندواروپایی در شاخهٔ زبان‌های ایرانی جنوب غربی است که در کشورهای ایران، افغانستان، تاجیکستان و ازبکستان به آن سخن می‌گویند. فارسی زبان رسمی کشورهای ایران و تاجیکستان و یکی از دو زبان رسمی افغانستان (در کنار زبان پشتو) است.
فارسی را پارسی نیز می‌گویند. زبان فارسی در افغانستان به طور رسمی دری و در تاجیکستان تاجیکی خوانده شده‌است.

## پیشینهٔ زبان فارسی
زبان فارسی از شاخهٔ هندواروپایی زیرشاخهٔ هندوایرانی و دستهٔ زبان‌های ایرانی است. پیشینهٔ کهن زبان فارسی به ایران باستان باز می‌گردد. روند تاریخی زبان فارسی را به سه دوره باستان، میانی و نو بخش می‌کنند. زبان فارسی امروزی ریشه در فارسی میانه دارد و فارسی میانه ریشه در فارسی باستان. و فارسی تنها زبان ایرانی است که هر سه دوره تاریخی آن ثبت شده و از آنها نوشتارهایی به‌جا مانده‌است.

## زبان علمی فارسی
برخی از نخستین کتاب‌هایی که در اواخر سده چهارم هجری به زبان فارسی دری نوشته شدند، کتاب‌های علمی بودند و در سده پنجم کتاب‌های علمی بسیاری به زبان فارسی نوشته شده بود.
در دوره معاصر، در بسیاری از کشورهای جهان، زبان ملی، لزوماً زبان علمی کشور نیست و به خاطر محدودیت‌های موجود یا انتخاب تاریخی، زبان‌های ملی در حوزه ادبیات و رسانه‌ها استفاده می‌شود و برای ورود به حوزه دانش از زبان‌هایی که پختگی علمی بیشتری دارند، هم‌چون زبان‌های انگلیسی، فرانسوی، آلمانی و روسی استفاده می‌شود. در ایران از همان آغاز ورود علم جدید به کشور، فارسی‌زبانان، زبان فارسی را به عنوان زبان علمی برگزیدند و کوشیدند این زبان را برای بیان مفاهیم علمی توانمند کنند.

## توصیف زبان‌شناختی زبان فارسی

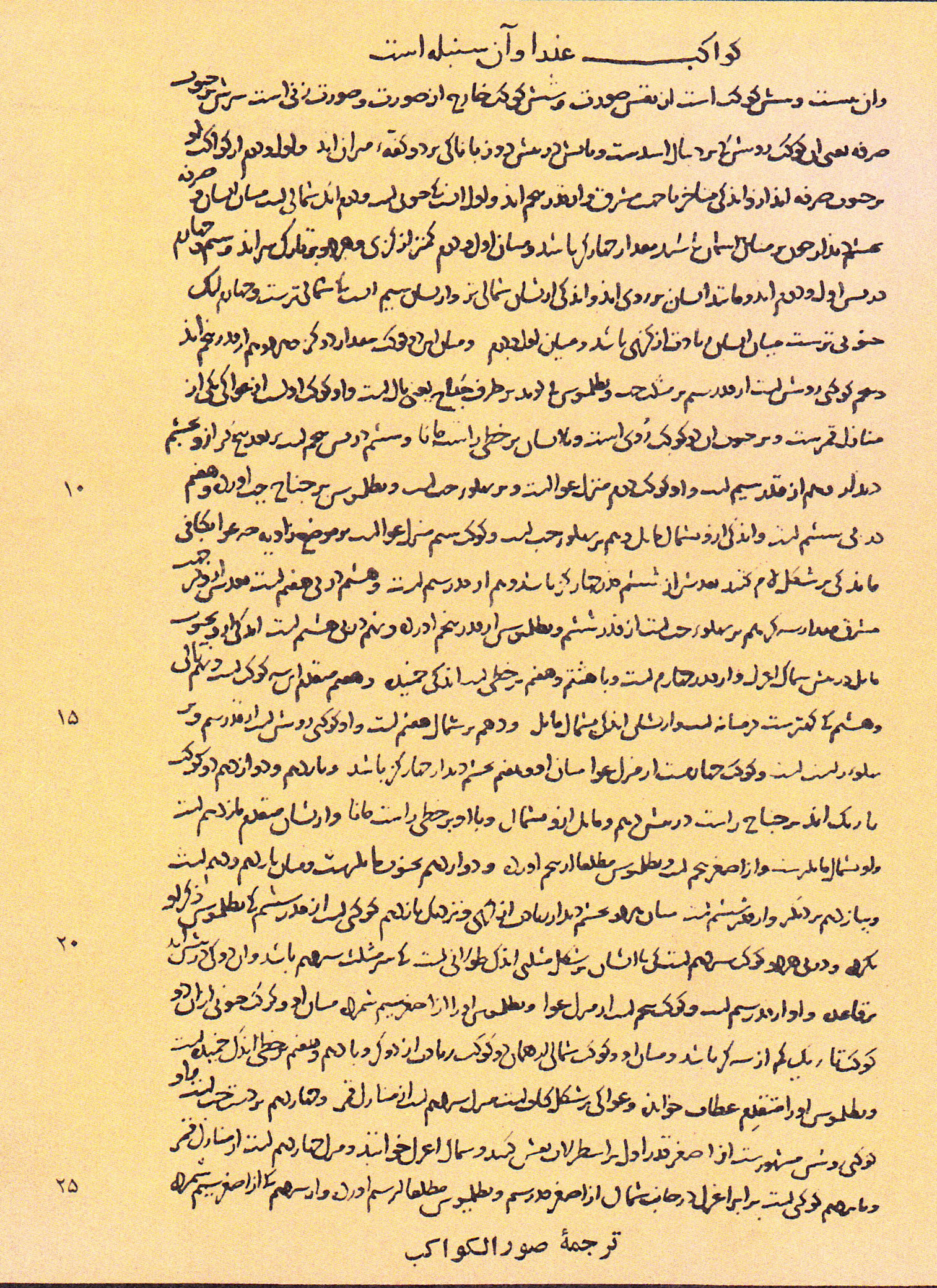
متن فارسی کتاب صورالکواکب در دانش اخترشناسی، سده ششم میلادی.

مهم‌ترین ابزارهایی که زبان‌ها برای واژه‌سازی در اختیار دارند اشتقاق و ترکیب است. برخی زبان‌ها از این هر دو روش سود می‌جویند و برخی تنها یکی از آنها را به کار می‌برند. فارسی از جمله زبان‌هایی است که از هر دو روش سود می‌جوید. منظور از اشتقاق استفاده از پسوندها و پیشوندها در ساختن کلمات جدید است. فارسی از دید ترکیبی زبانی توانا است و بیش از پنجاه پسوند در اختیار دارد که برخی از آنها را در واژه‌های زیر می‌بینیم: آهنگر، شامگاه، کوشش، آتشدان، تاکستان، نمناک، دانا، دانشمند، دربان، ماهواره، شنزار، کوهسار، دانشکده، فروشنده، هنری، هنرور، ساختمان، پروردگار، زرین، و غیره.

## یادداشت
1. ↑  زبان فارسی در افغانستان توسط تاجیک‌ها و دیگر اقوام فارسی زبان و پشتو زبان‌ها «فارسی»/«پارسی» خوانده می‌شود و «دری» واژه‌ای است که توسط حکومت کاربرد دارد.

## مطالعه بیشتر
- راهنمای زبان‌های ایرانی، جلد اول زبان‌های ایرانی باستان و ایرانی میانه، رودیگر اشمیت، ترجمه آرمان بختیاری و همکاران، انتشارات ققنوس، چاپ اول زمستان ۱۳۸۲

- Microsoft Encarta Encyclopedia ۲۰۰۲. ۱۹۹۳-۲۰۰۱ Microsoft Corporation.